# Iranshenasi
Iranshenasi, также Iranshinasi (перс. ایران‌شناسی‎) — академический журнал по иранистике. Главный редактор-основатель — Джалал Матини. Журнал издаётся на персидском языке (с английскими аннотациями) и освещает историю Ирана, персидскую культуру и персидскую литературу. Большинство научных библиотек мира, имеющих программу по изучению Ближнего Востока или Ирана, являются подписчиками, и журнал считается одним из самых авторитетных журналов по культуре Ирана и персидской литературе. 
Iranshenasi иногда посвящал целый выпуск памяти учёных и деятелей искусства. В частности, были изданы специальные выпуски о Парвизе Нателе-Ханлари, Забихолле Сафе, Фирдоуси, Низами Гянджеви, Мехрдаде Бахаре и Ричарде Н. Фрае. 
Публикация Iranology Quarterly началась в 1989 году (1368 год по иранскому календарю) и заменила Irannameh Quarterly, который издавался до этого под руководством доктора Джалала Метини. Журнал «Iranology» издавался до середины 2013-го года (лета 2013 года) при финансовой поддержке Фонда Киана. С тех пор он издавался без каких-либо изменений формы и содержания, с добавлением слов «новый период».